# Ланен
Ланен (фр. Laning) — коммуна на северо-востоке Франции, регион Гранд-Эст (бывший Эльзас — Шампань — Арденны — Лотарингия), департамент Мозель. Относится к кантону Гротенкен. 

## Географическое положение
Ланен расположен в 330 км к востоку от Парижа и в 45 км к востоку от Меца. 

## История
- Деревня принадлежала исторической области Три епископства.

## Демография

Население Ланена.

По переписи 2011 года в коммуне проживало 556 человек.

## Достопримечательности
- Церковь Святых Патра и Павла (1742).
- Часовня Вознесения (1815).

## Известные уроженцы
- Жан-Мишель Делле (фр. Jean Michel Dellès; 1840—1918) — католический священник, депутат Рейхстага (1889—1893).